# Vindstad
Vindstad est une localité du comté de Nordland, en Norvège.

## Géographie
Administrativement, Vindstad fait partie de la kommune de Moskenes.